# Arceburgo
Arceburgo är en kommun i Brasilien.   Den ligger i delstaten Minas Gerais, i den sydöstra delen av landet, 600 km söder om huvudstaden Brasília. Antalet invånare är 9 509.
Omgivningarna runt Arceburgo är huvudsakligen savann. Runt Arceburgo är det ganska tätbefolkat, med 67 invånare per kvadratkilometer.